# ヴァル・ドルチャ

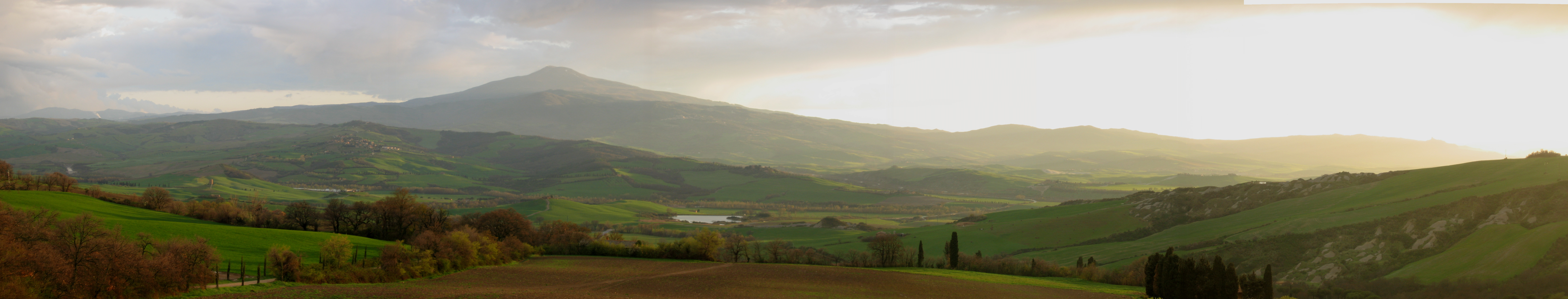
アミアータ山を背景にしたヴァル・ドルチャを谷の出口の西から望む

ヴァル・ドルチャ（イタリア語: Val d'Orcia）は、イタリア・トスカーナ州シエナ県にある広い谷ないし渓谷。北東にはアミアータ山とウンブリア州との州境がある。
ヴァル・ドルチャとは、オルチャの谷の意味で、オルチャ渓谷とも訳される。
名前の元となったオルチャ川が中央を横切り、美しい風景が拡がり、中世に起源を持つ様々な街があり、その中の二つピエンツァとモンタルチーノは特筆に値する。
元はシエナの領土であった。粘土質の土壌のため耕作に向かない土地だったが、約300年に渡る土壌改良の結果、現在のような田園風景が誕生した。現在はワイン用の葡萄栽培が盛んである。他には穀物、オリーブ、果物、野菜の小規模な混合農園があり、干し草または家畜の放牧が行われる牧草地も点在する。
また、渓谷を横断する道は中世にローマやエルサレムへの主要な巡礼路として使われ、多くの巡礼者や商人たちが行き交った。モンタルチーノ郊外のサンタンティモ修道院（Abbazia di Sant'Antimo）も知られている。 
ヴァル・ドルチャに含まれているコムーネは、カスティリオーネ・ドルチャ、モンタルチーノ、ピエンツァ、ラディコーファニ、サン・クイーリコ・ドルチャである。他の重要な町はモンティッキエッロ、バーニョ・ヴィニョーニ、モンテネーロ・ドルチャとモンテジョーヴィである。
多くの農業従事者ないし農家、要塞や塔などが分散して、離れ離れになって静穏なこの地にある。
道路の両側には等間隔に植えられた特徴的な糸杉（由来は不明）がある。名産品には、羊乳チーズの「ペコリーノ・ディ・ピエンツァ」とワインの「ブルネッロ・ディ・モンタルチーノ」等がある。

## 世界遺産
オルチャの谷は重要な「自然、芸術、文化」公園にもなっており、すばらしい景観と、多くのルネサンスの芸術家により伝播された注目に値する芸術の保存のために2004年7月2日よりユネスコの世界遺産として認められた。

### 登録基準
この世界遺産は世界遺産登録基準のうち、以下の条件を満たし、登録された（以下の基準は世界遺産センター公表の登録基準からの翻訳、引用である）。
- (4) 人類の歴史上重要な時代を例証する建築様式、建築物群、技術の集積または景観の優れた例。
- (6) 顕著で普遍的な意義を有する出来事、現存する伝統、思想、信仰または芸術的、文学的作品と直接にまたは明白に関連するもの（この基準は他の基準と組み合わせて用いるのが望ましいと世界遺産委員会は考えている）。

## ギャラリー

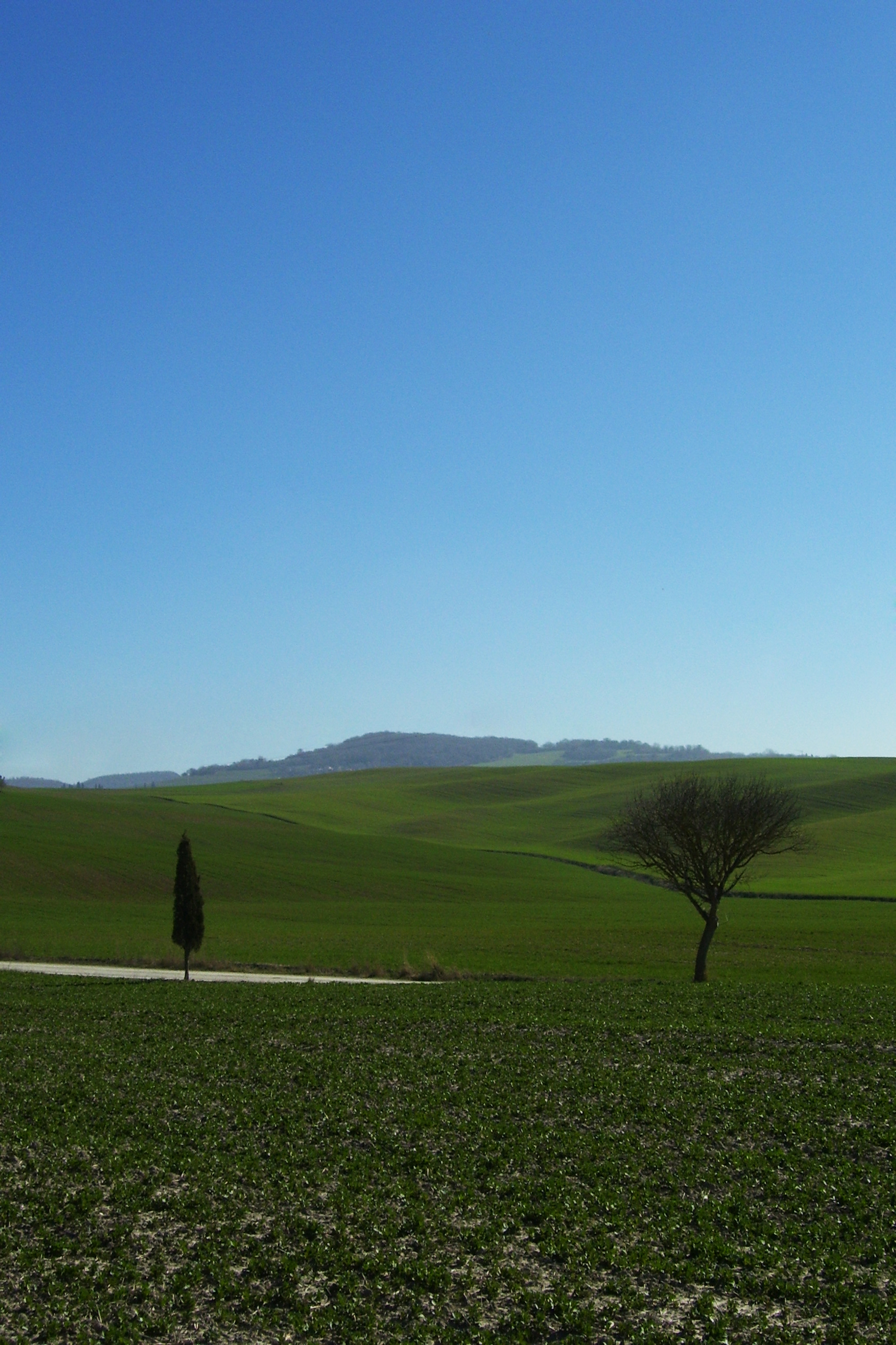
ピエンツァ付近の田舎の風景
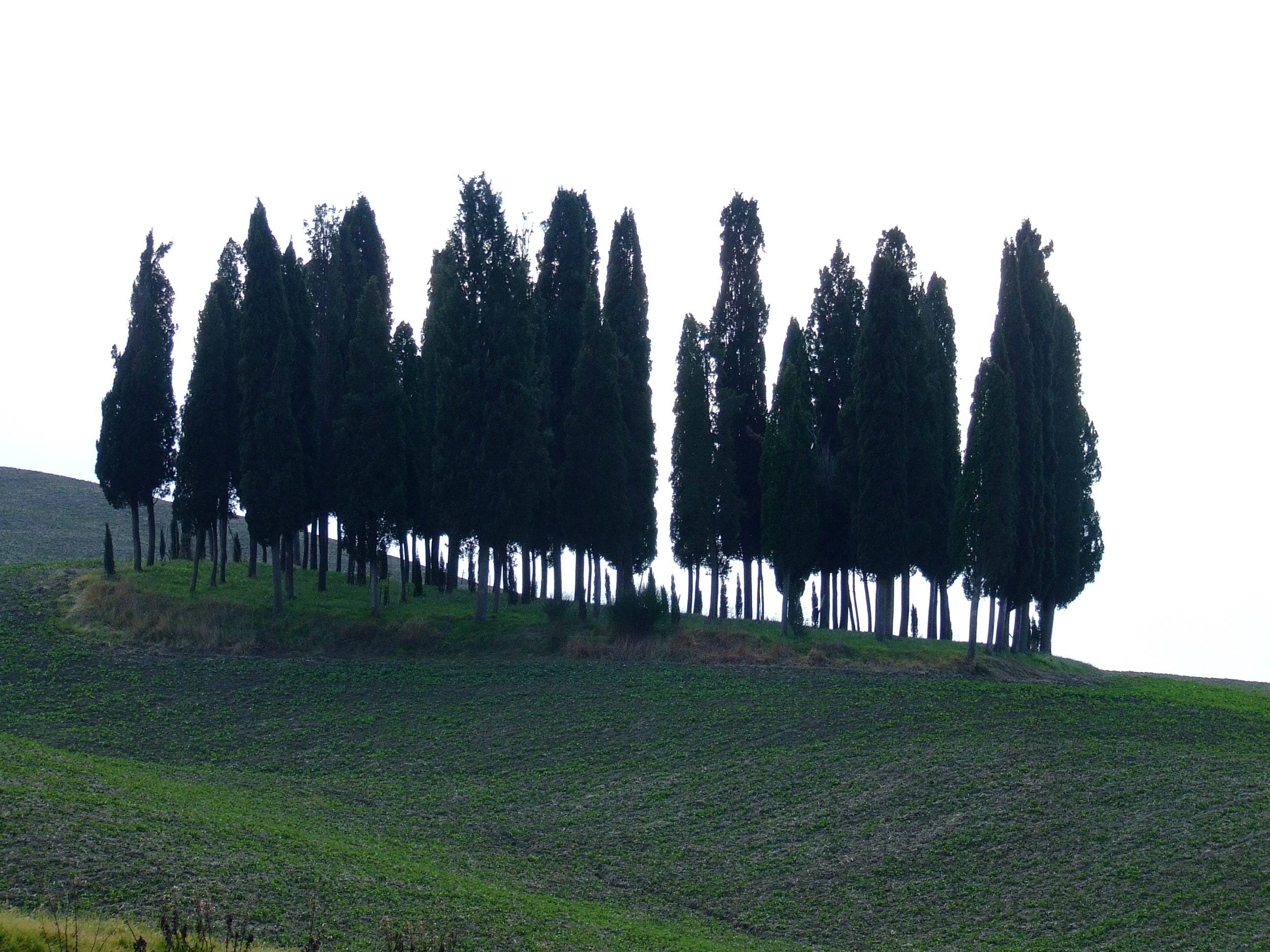
サン・クイーリコ付近の杉林
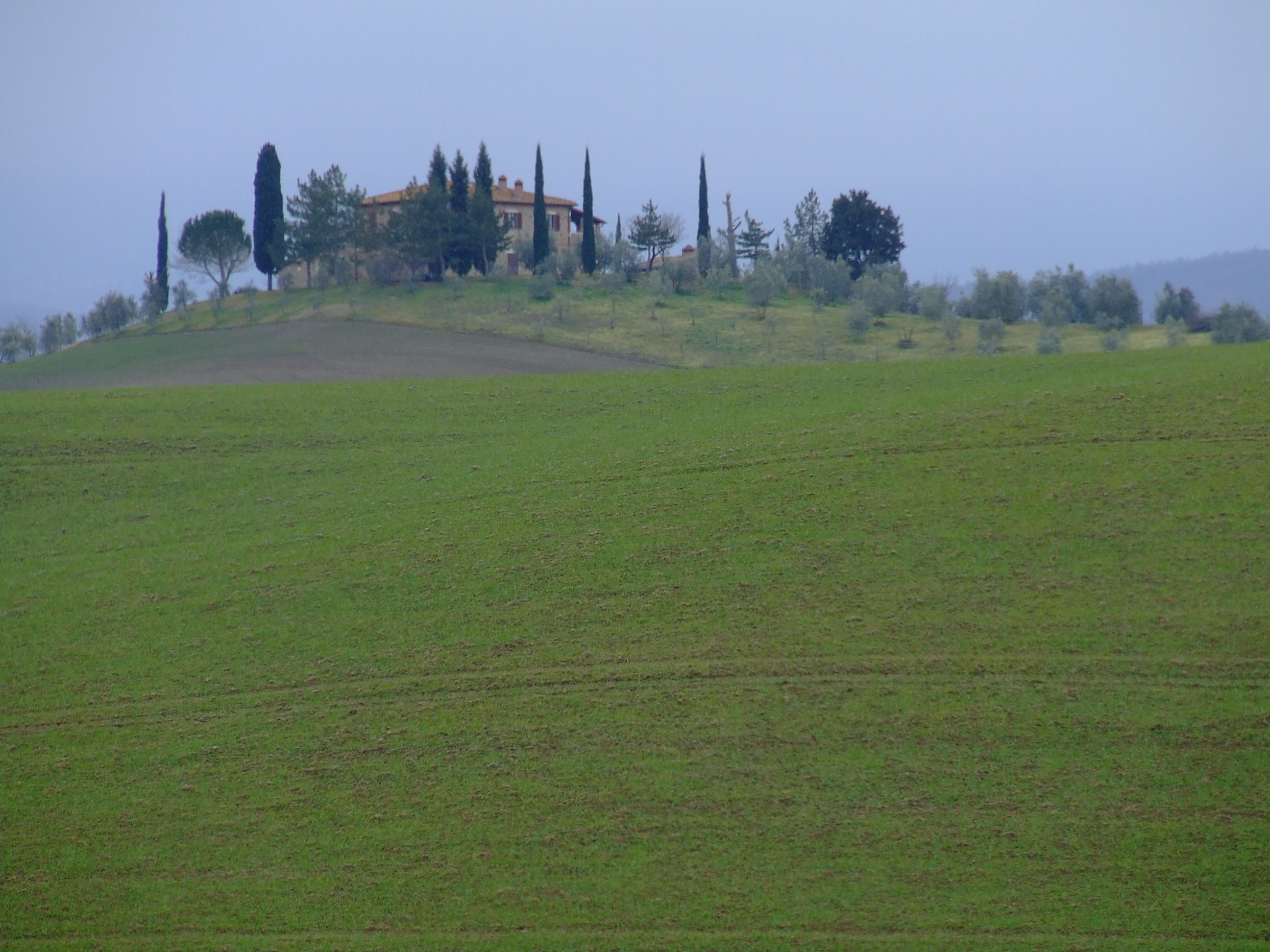
特徴的な杉と農場のある農家
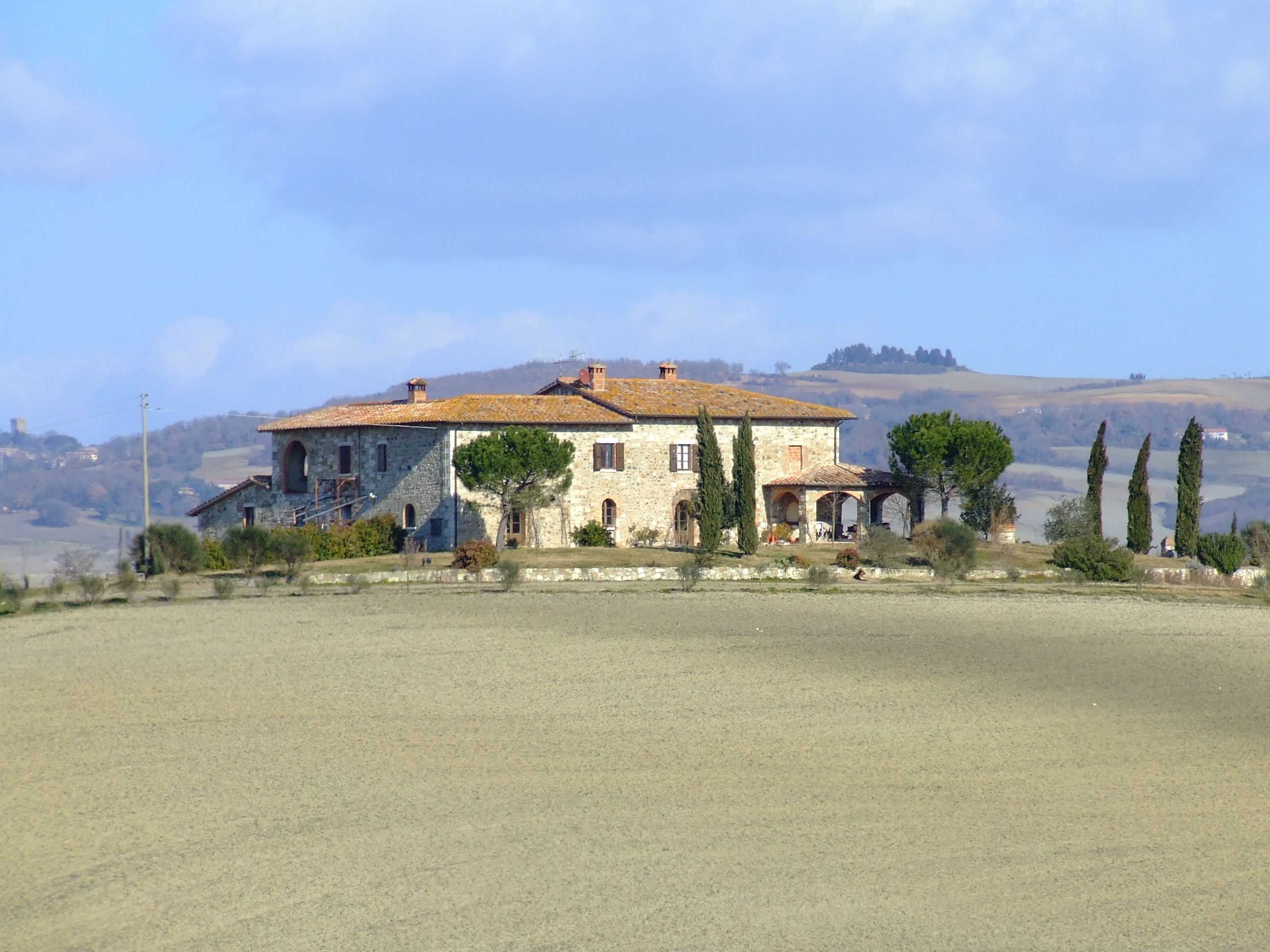
農家詳細
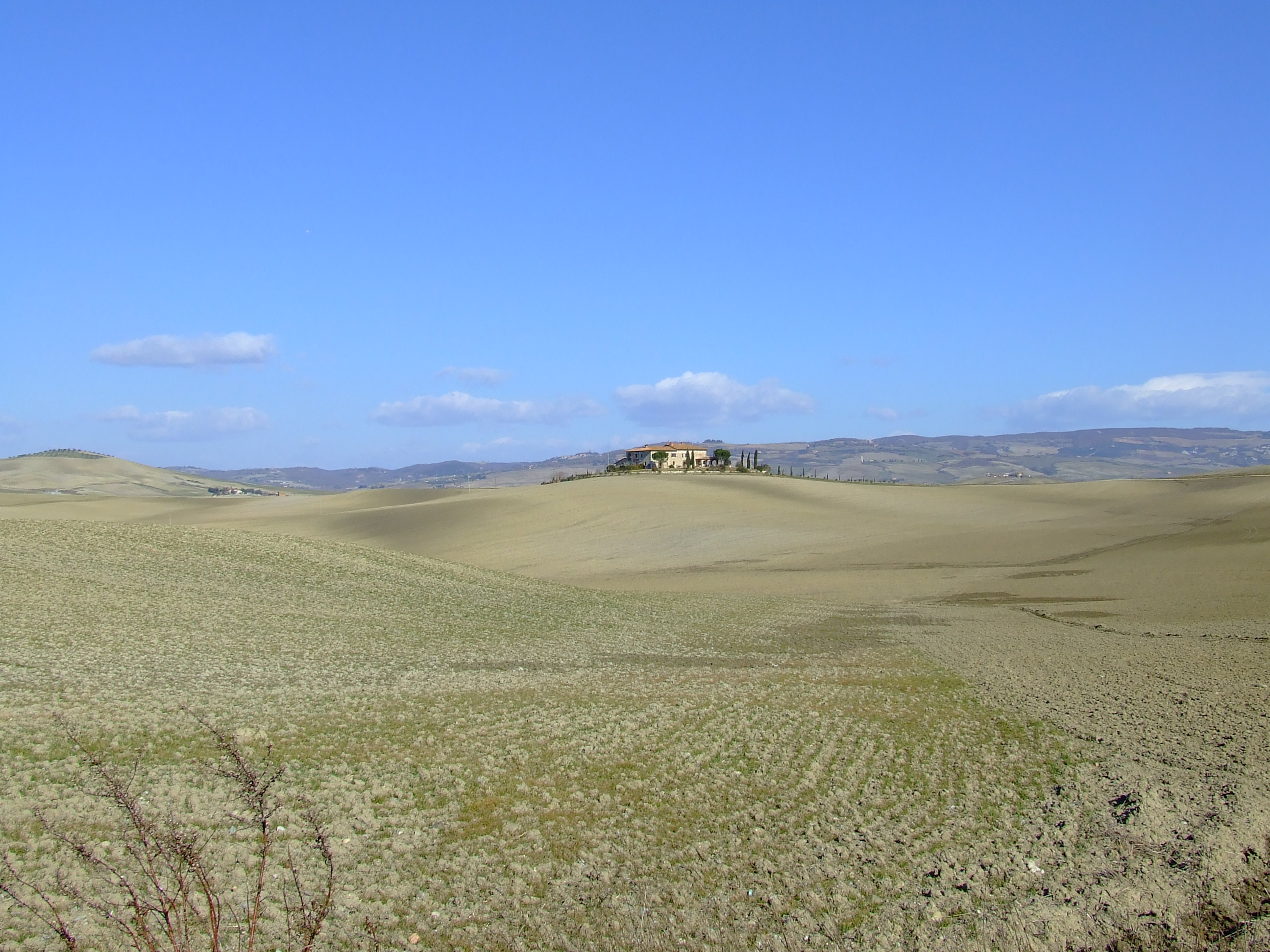
田舎の風景
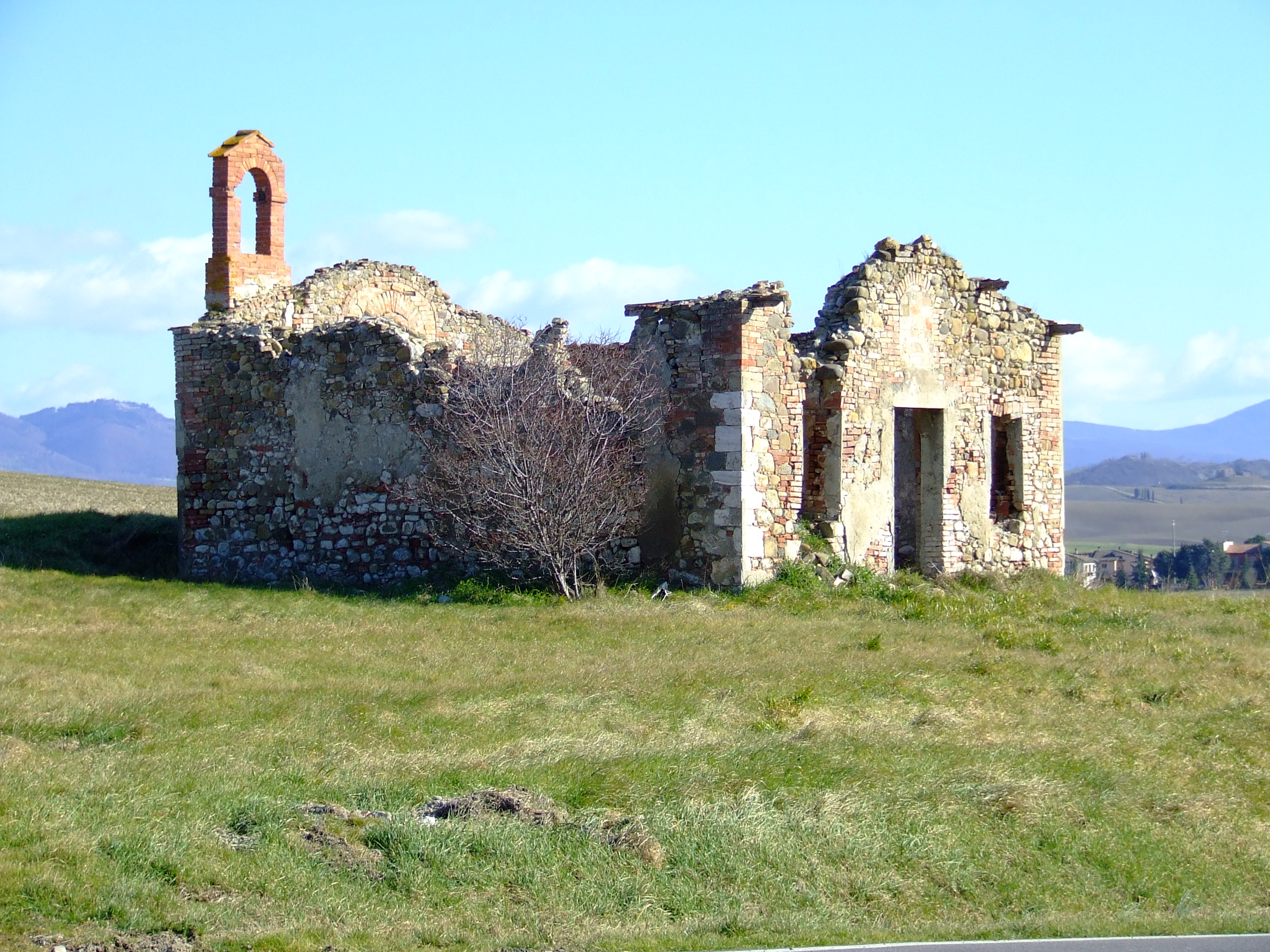
ガッリーナ付近の壊れた小教会
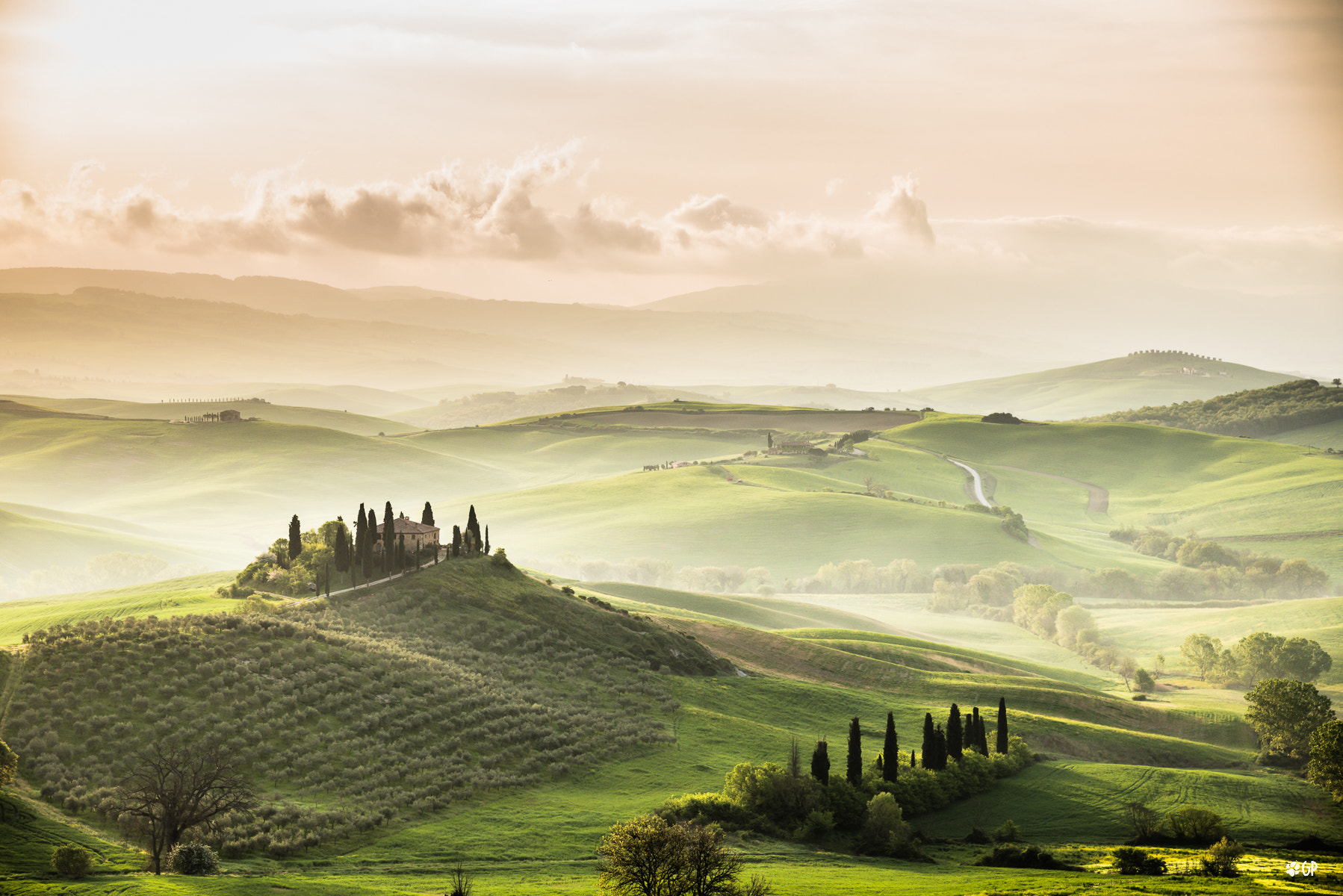
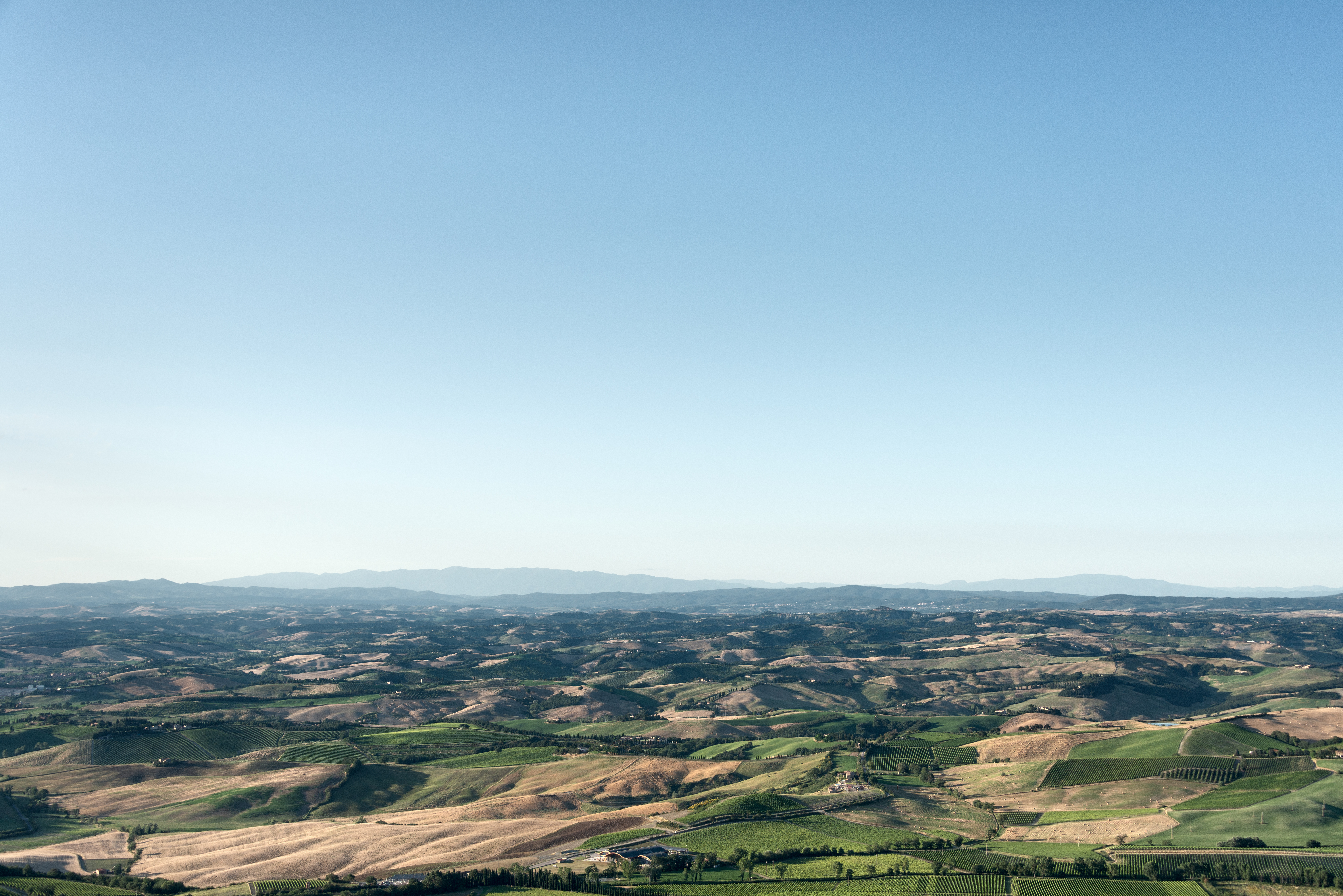
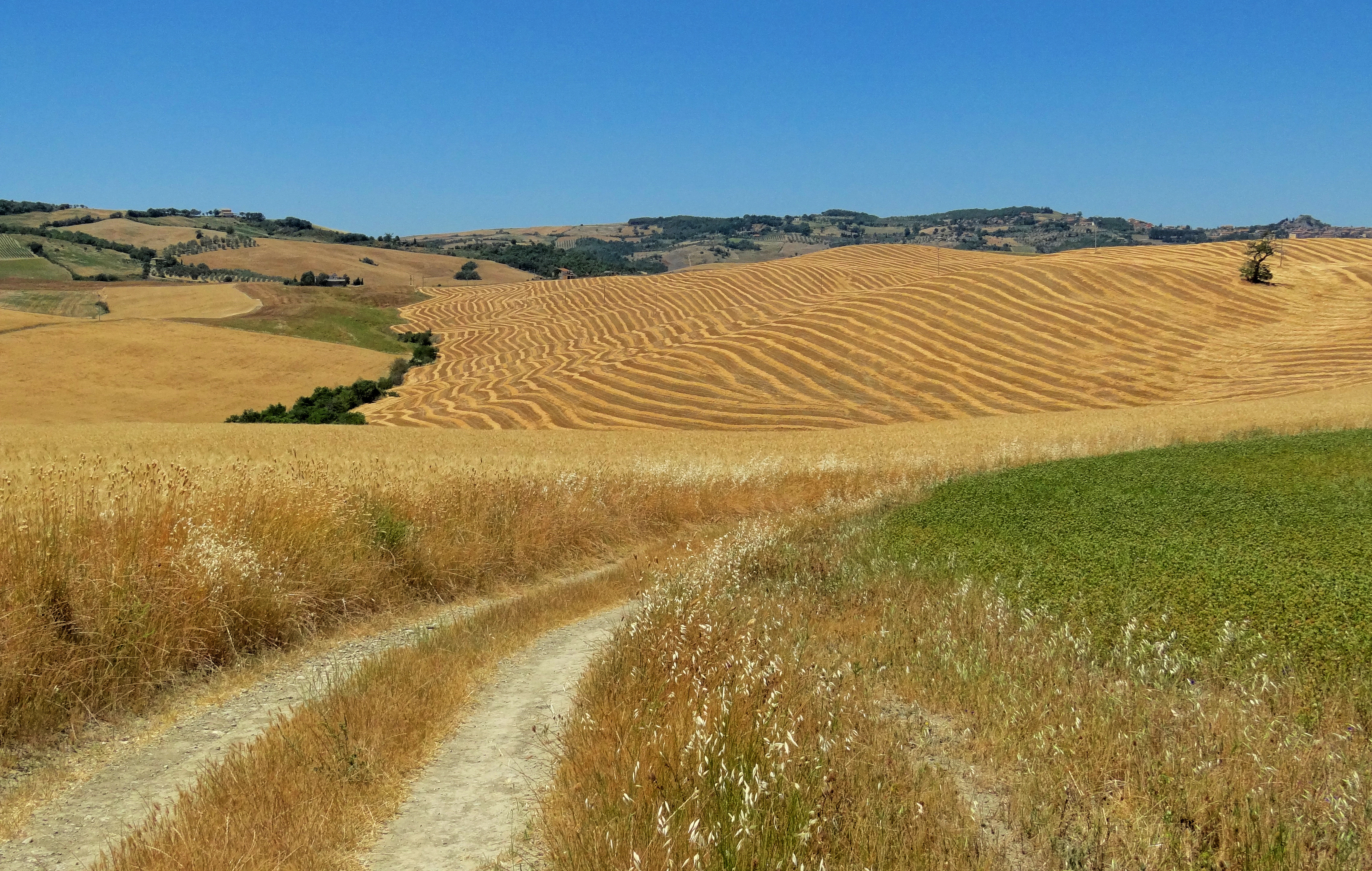
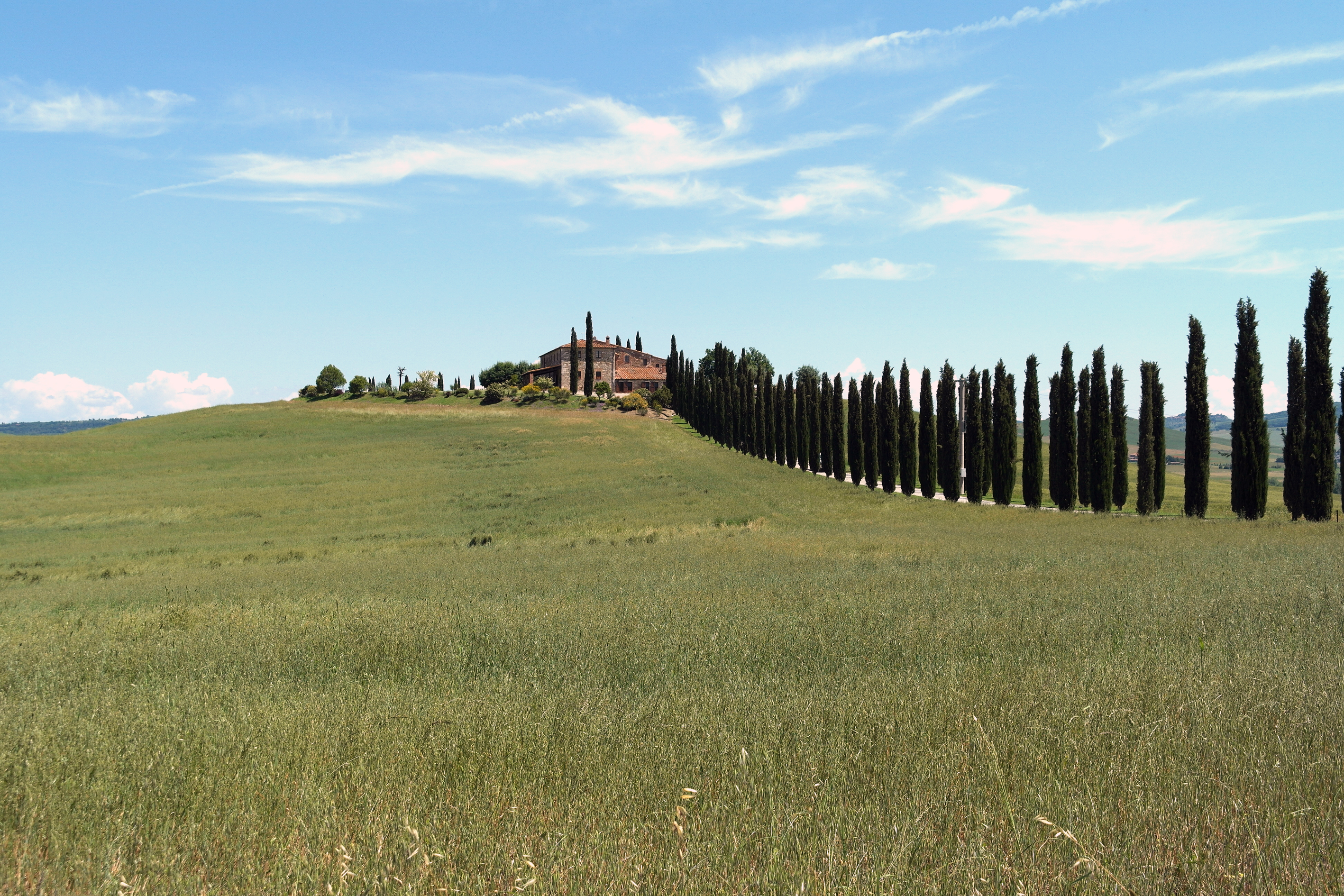
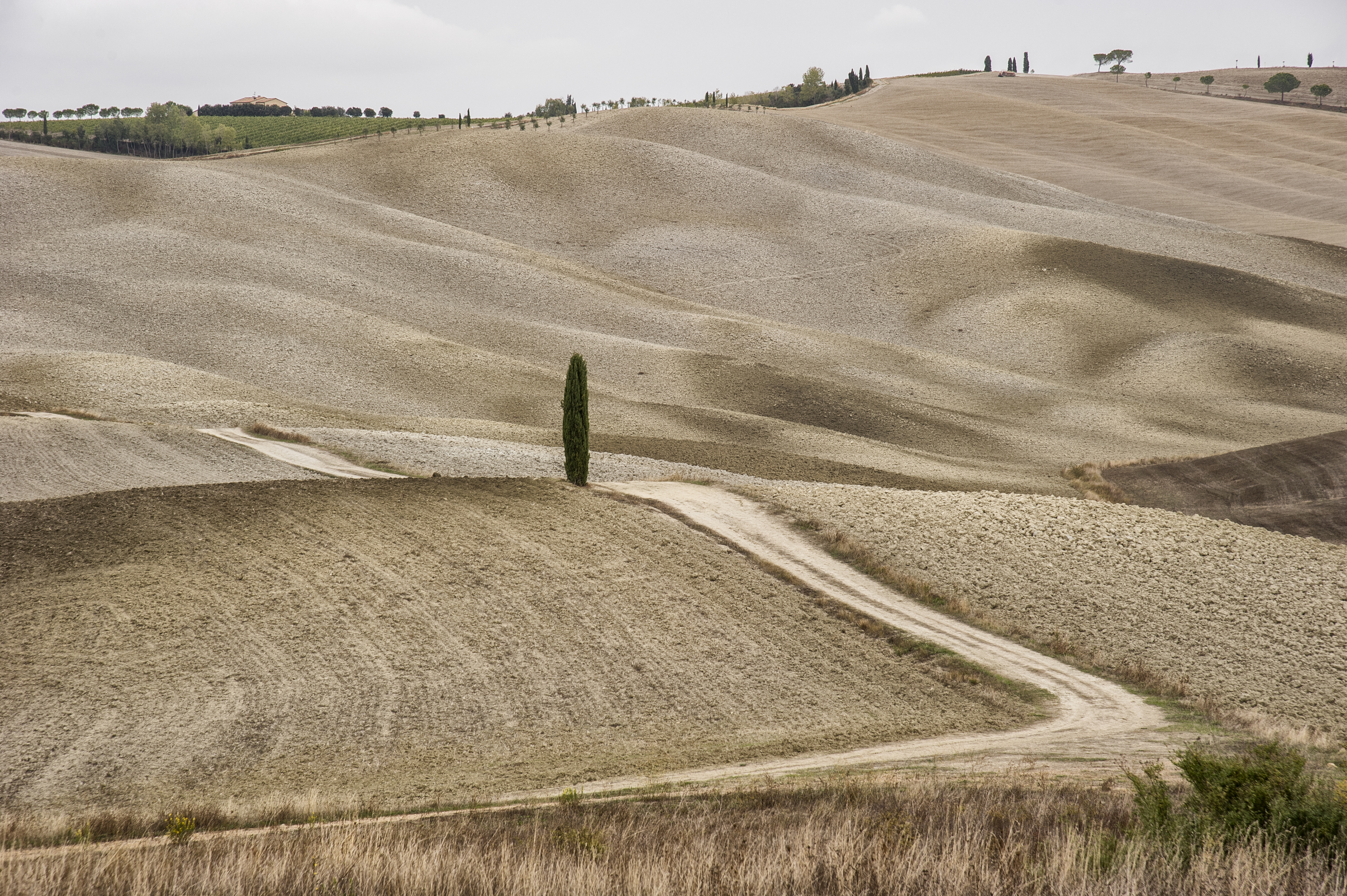
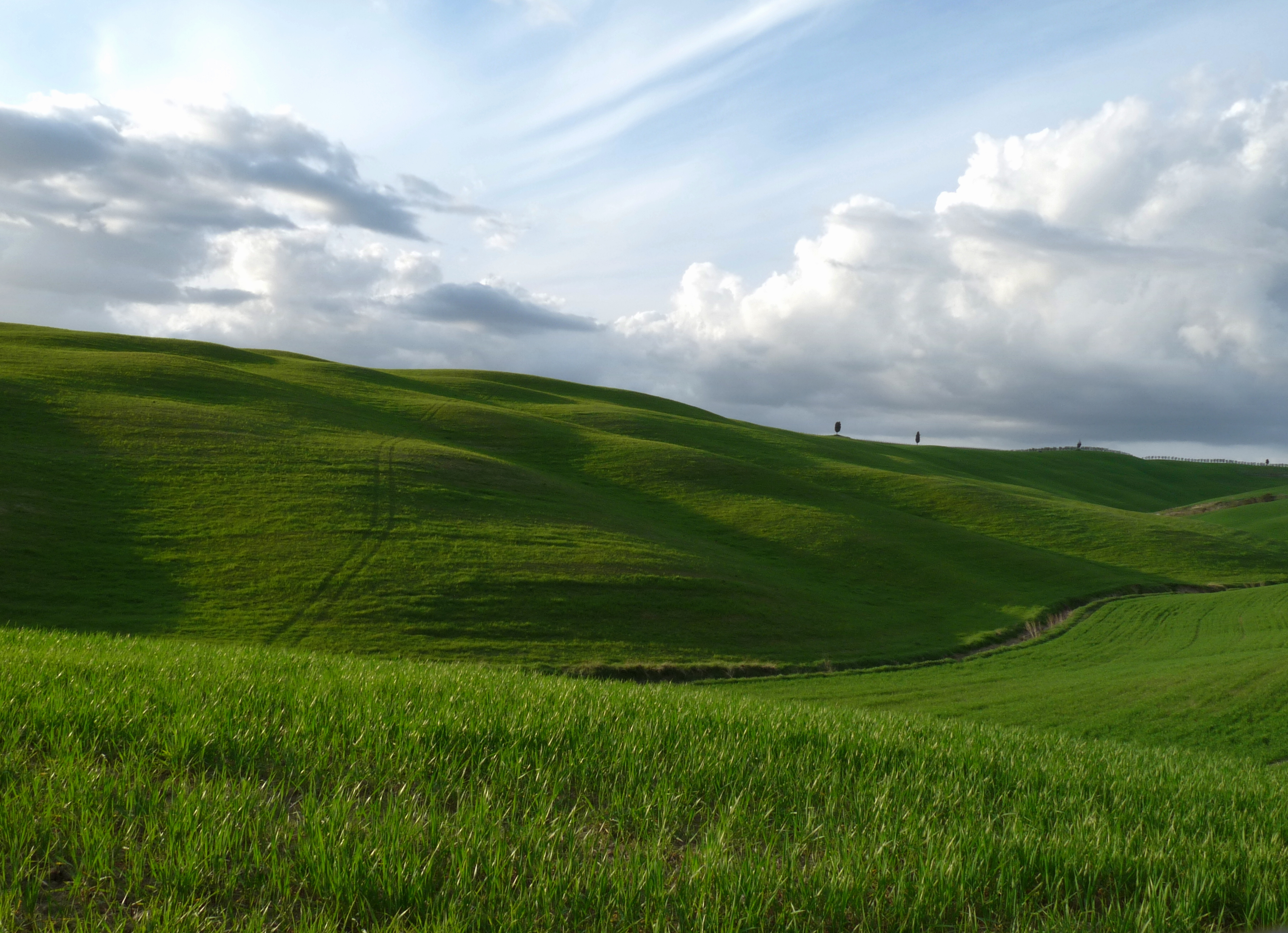
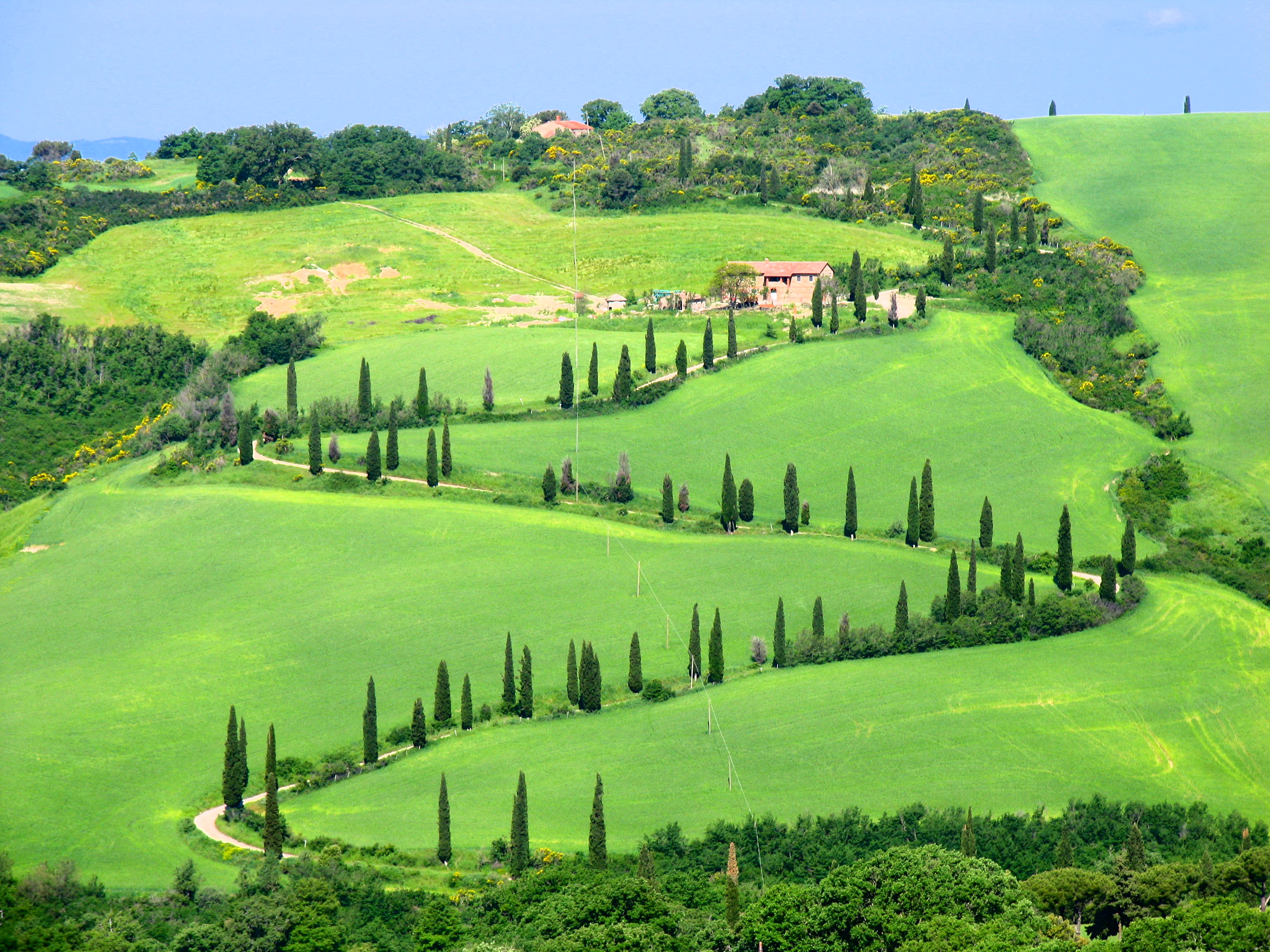
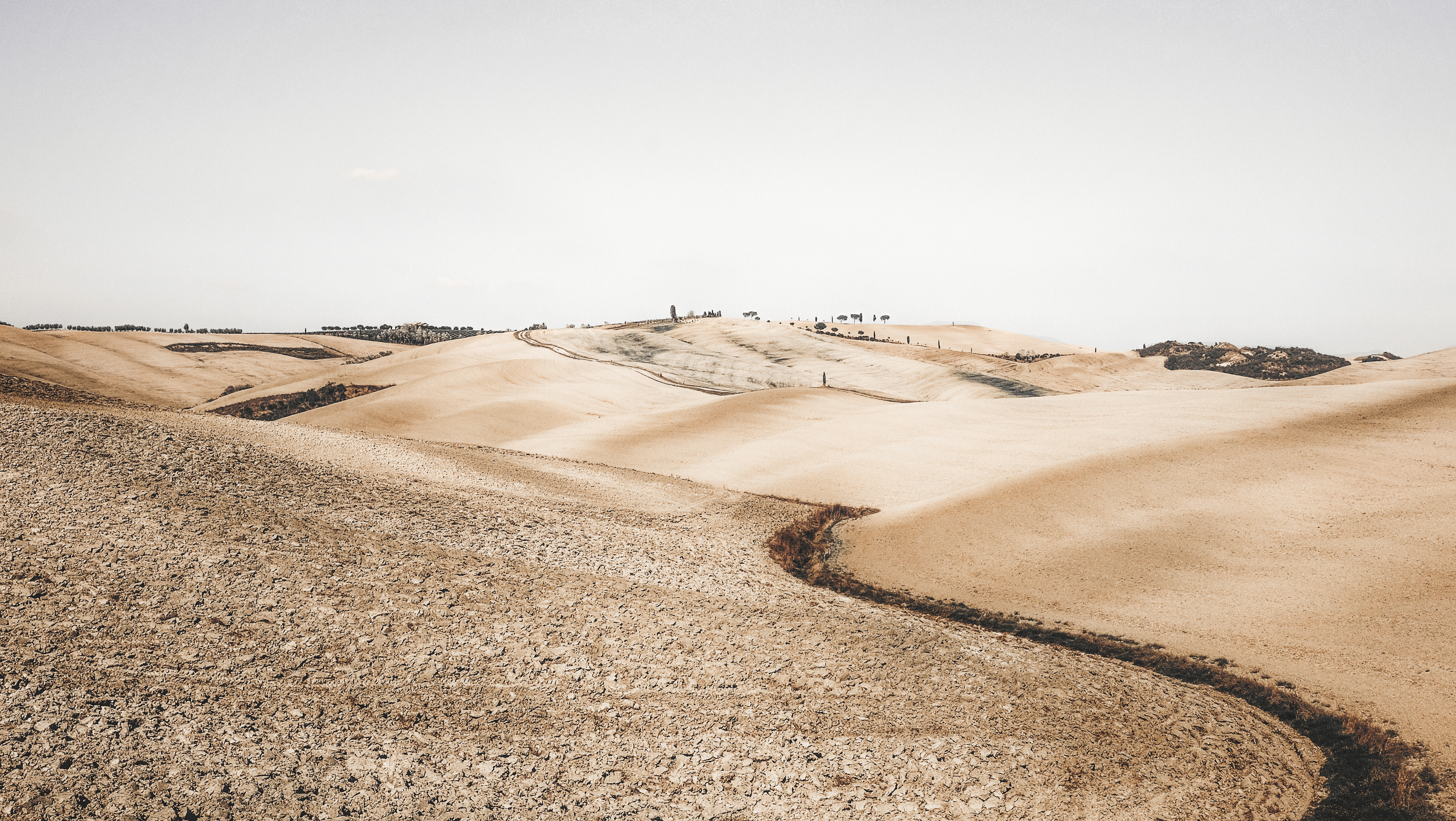
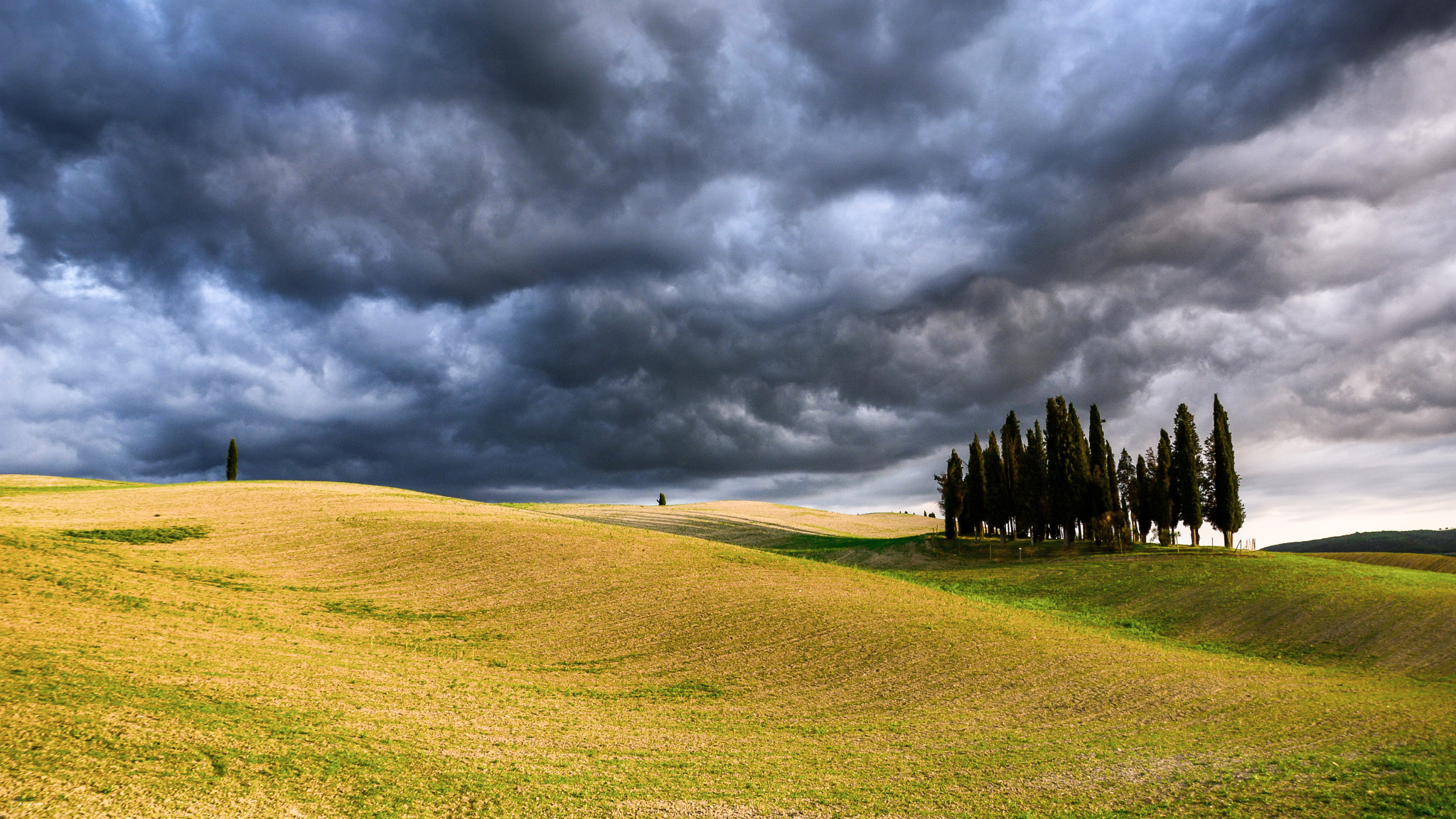
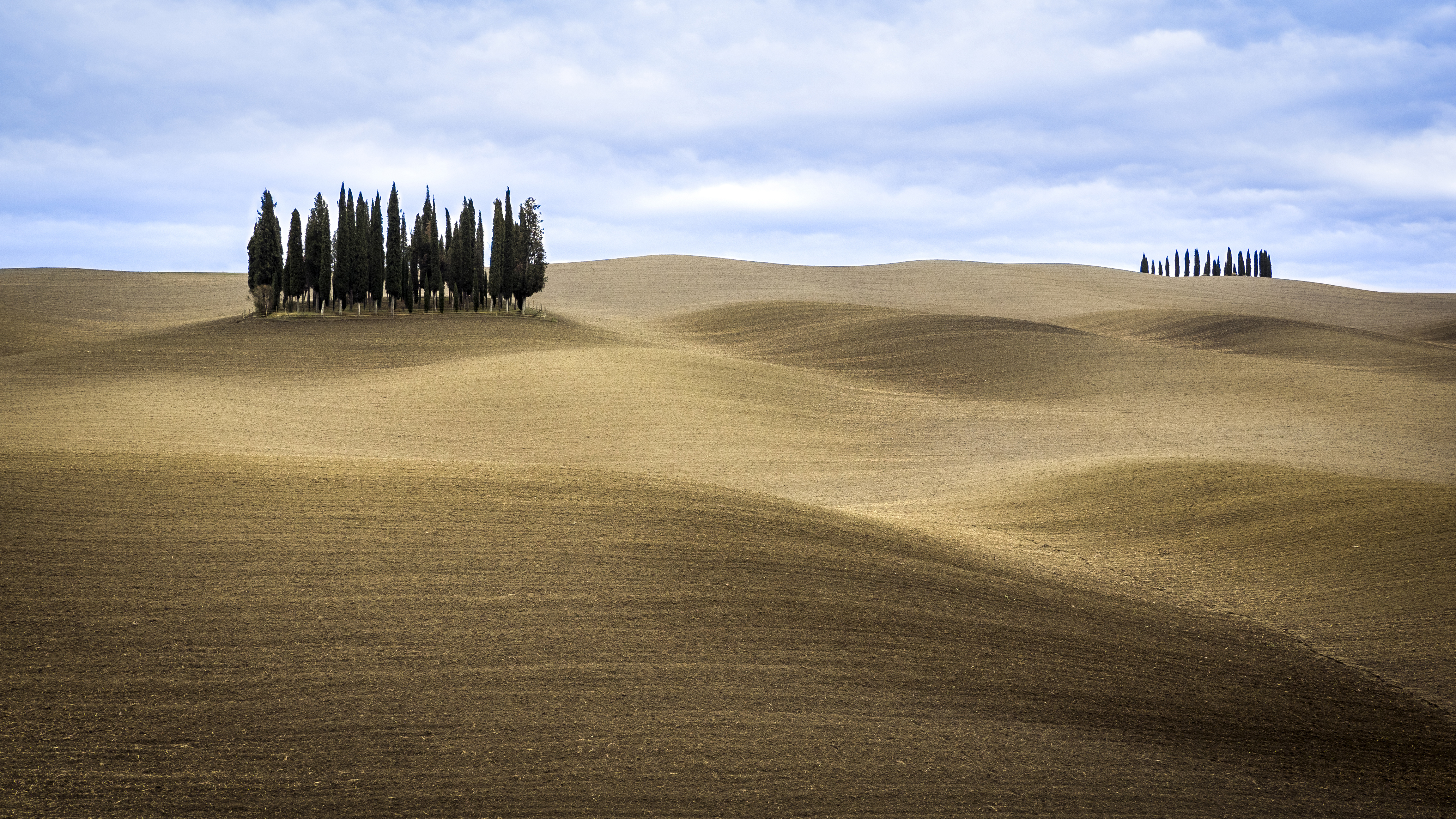
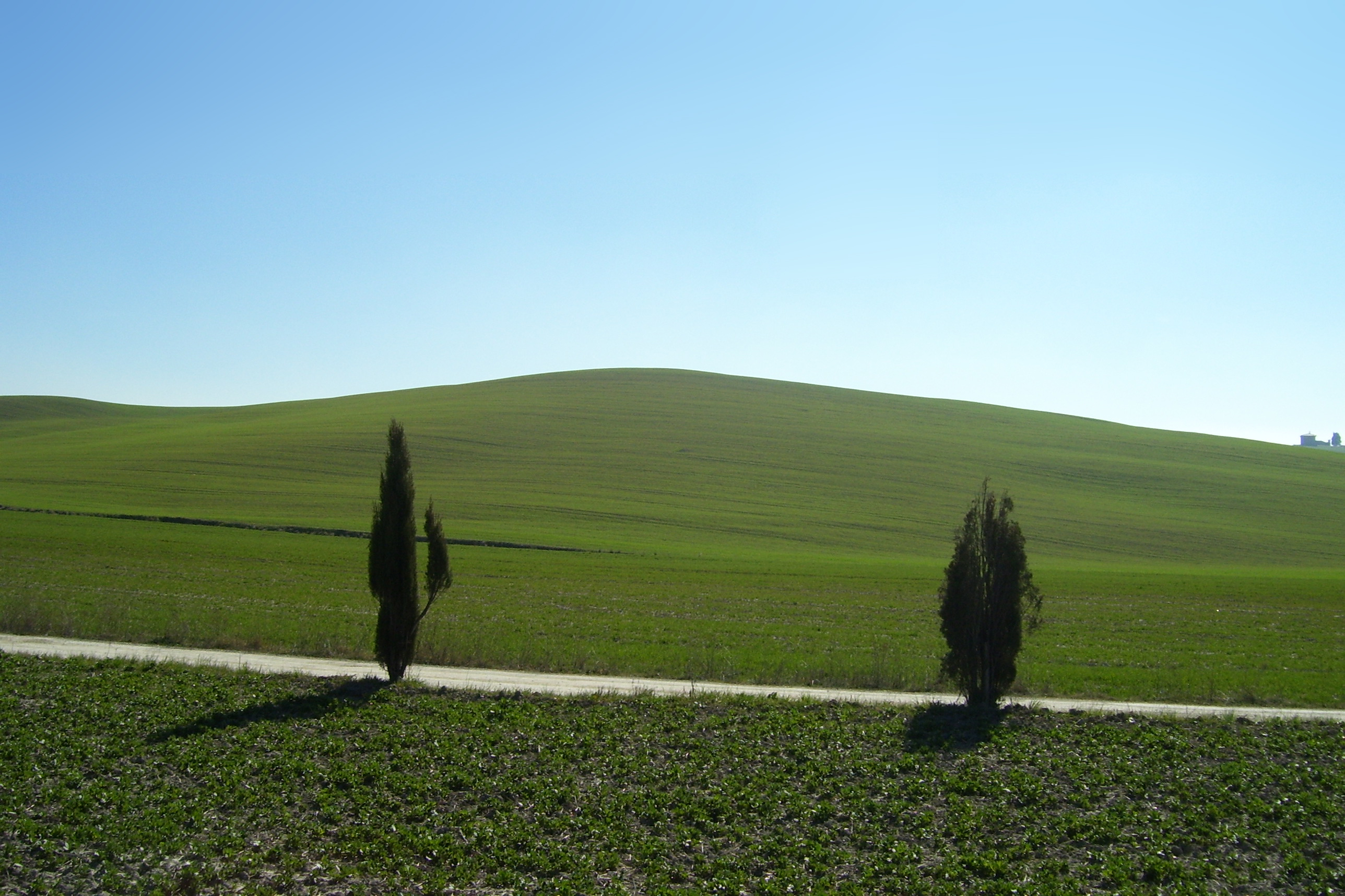